# Radio de Van der Waals
| Elemento | radio (Å)   |
| --- | ----------- |
| Hidrógeno | 1,20 (1,09) |
| Carbono | 1,70        |
| Nitrógeno | 1,55        |
| Oxígeno | 1,52        |
| Flúor | 1,47        |
| Fósforo | 1,80        |
| Azufre | 1,80        |
| Cloro | 1,75        |
| Cobre | 1,40        |
| Radios de Van der Waals de la Compilación de Bondi (1964). Valores de otras fuentes pueden ser diferentes (ver texto) |             |

El radio de Van der Waals es el radio de una esfera sólida imaginaria empleada para modelizar el átomo y representa la mitad de la distancia más cercana posible de aproximación entre dos átomos o moléculas en una interacción no enlazante, por medio del campo de fuerza molecular en el ámbito de predomino de las fuerzas de repulsión entre los átomos del gas.
Los gases reales no se comportan exactamente como predice el modelo de gas ideal pudiendo ser la desviación considerable en algunos casos. Así, por ejemplo, los gases ideales no presentan transiciones de fase líquida o sólida, independientemente del descenso de temperatura o incremento de presión al que sean sometidos.
Una de las modificaciones de la ley de los gases ideales propuesta es la ecuación de estado de Van der Waals, que introduce dos parámetros a y b obtenidos experimentalmente y que dependen de la naturaleza del gas. El factor de corrección b, denominado volumen de exclusión, hace referencia tanto al volumen propio de los átomos, como al volumen circundante en el que no puede haber otros porque a esa distancia predominan las fuerzas de repulsión entre los átomos del gas (fuerzas de Van der Waals).
Una vez conocido el valor del volumen de exclusión, obtenido experimentalmente para ajustar la ecuación de Van der Waals al comportamiento real del gas, el radio r puede obtenerse de la ecuación:
{\displaystyle b={\frac {4}{3}}\pi N_{a}r^{3}}
donde:
- Na es el número de Avogadro, y
- r es el radio de Van der Waals.

## Tabla de radios de Van der Waals
La siguiente tabla presenta los radios de Van der Waals para los elementos. A menos que se indique lo contrario, los datos son provistos por la función elemental de Mathematica', que es de Wolfram Research, Inc.. Los valores se encuentran expresados en picometros (pm o 1×10−12 m). El color de la celda va del rojo al amarillo al aumentar el radio; gris indica falta de datos.
| Grupo (columna) | 1           | 2      |    | 3      | 4  | 5  | 6     | 7  | 8  | 9  | 10     | 11     | 12     | 13     | 14     | 15     | 16     | 17     | 18     |  |
| Período (row)   |             |        |    |        |    |    |       |    |    |    |        |        |        |        |        |        |        |        |        |  |
| 1               | H 110 o 120 |        |    |        |    |    |       |    |    |    |        |        |        |        |        |        |        |        | He 140 |  |
| 2               | Li 182      | Be 153 |    |        |    |    |       |    |    |    |        |        |        | B 192  | C 170  | N 155  | O 152  | F 147  | Ne 154 |  |
| 3               | Na 227      | Mg 173 |    |        |    |    |       |    |    |    |        |        |        | Al 184 | Si 210 | P 180  | S 180  | Cl 175 | Ar 188 |  |
| 4               | K 275       | Ca 231 |    | Sc 211 | Ti | V  | Cr    | Mn | Fe | Co | Ni 163 | Cu 140 | Zn 139 | Ga 187 | Ge 211 | As 185 | Se 190 | Br 185 | Kr 202 |  |
| 5               | Rb 303      | Sr 249 |    | Y      | Zr | Nb | Mo    | Tc | Ru | Rh | Pd 163 | Ag 172 | Cd 158 | In 193 | Sn 217 | Sb 206 | Te 206 | I 198  | Xe 216 |  |
| 6               | Cs 343      | Ba 268 | *  | Lu     | Hf | Ta | W     | Re | Os | Ir | Pt 175 | Au 166 | Hg 155 | Tl 196 | Pb 202 | Bi 207 | Po 197 | At 202 | Rn 220 |  |
| 7               | Fr 348      | Ra 283 | ** | Lr     | Rf | Db | Sg    | Bh | Hs | Mt | Ds     | Rg     | Cn     | Nh     | Fl     | Mc     | Lv     | Ts     | Og     |  |
|                 |             |        |    |        |    |    |       |    |    |    |        |        |        |        |        |        |        |        |        |  |
|                 |             |        | *  | La     | Ce | Pr | Nd    | Pm | Sm | Eu | Gd     | Tb     | Dy     | Ho     | Er     | Tm     | Yb     |        |        |  |
|                 |             |        | ** | Ac     | Th | Pa | U 186 | Np | Pu | Am | Cm     | Bk     | Cf     | Es     | Fm     | Md     | No     |        |        |  |
|                 |             |        |    |        |    |    |       |    |    |    |        |        |        |        |        |        |        |        |        |  |

## Métodos de determinación
Los radios de Van der Waals se pueden determinar a partir de las propiedades mecánicas de los gases (el método original), desde el punto crítico, a partir de las mediciones del espaciamiento atómico entre pares de átomos no enlazados en cristales o de las mediciones de las propiedades eléctricas u ópticas (la polarizabilidad y la refractividad molar). Estos diversos métodos dan valores para el radio de Van der Waals que son similares (1–2  Å , 100–200  pm ) pero no idénticos. Los valores tabulados de los radios de Van der Waals se obtienen tomando una media ponderadade varios valores experimentales diferentes y, por esta razón, diferentes tablas a menudo tendrán diferentes valores para el radio de Van der Waals del mismo átomo. De hecho, no hay razón para suponer que el radio de Van der Waals sea una propiedad fija del átomo en todas las circunstancias: más bien, tiende a variar con el entorno químico particular del átomo en cualquier caso dado.

### Ecuación de estado de Van der Waals
La ecuación de estado de Van der Waals es la modificación más simple y más conocida de la ley de los gases ideales para explicar el comportamiento de los gases reales :
{\displaystyle \left(p+a\left({\frac {n}{\tilde {V}}}\right)^{2}\right)({\tilde {V}}-nb)=nRT},
donde p es la presión, n es el número de moles del gas en cuestión y a and b  dependen de la gas particular,{\displaystyle {\tilde {V}}} es el volumen, R es la constante específica del gas en unidades molares y T es la temperatura absoluta; a es una corrección para fuerzas intermoleculares y b corrige para tamaños atómicos o moleculares finitos; el valor de b es igual al volumen de Van der Waals por mol de gas. Sus valores varían de un gas a otro.
La ecuación de Van der Waals también tiene una interpretación microscópica: las moléculas interactúan entre sí. La interacción es fuertemente repulsiva a una distancia muy corta, se vuelve ligeramente atractiva en el rango intermedio y se desvanece a una distancia larga. La ley de los gases ideales debe corregirse cuando se consideran las fuerzas atractivas y repulsivas. Por ejemplo, la repulsión mutua entre moléculas tiene el efecto de excluir a los vecinos de una cierta cantidad de espacio alrededor de cada molécula. Por lo tanto, una fracción del espacio total deja de estar disponible para cada molécula a medida que ejecuta un movimiento aleatorio.
En la ecuación de estado, este volumen de exclusión (nb) debe restarse del volumen del recipiente (V), así: (V - nb). 
El otro término que se introduce en la ecuación de Van der Waals,{\displaystyle a\left({\frac {n}{\tilde {V}}}\right)^{2}}, describe una fuerza de atracción débil entre moléculas (conocida como fuerza de Van der Waals ), que aumenta cuando n aumenta o V disminuye y las moléculas se apiñan más juntas.
| Gas | d (Å)   | b (cm³ mol-1 ) | V w (Å³) | rw (Å) |
| --- | ------- | -------------- | -------- | ------ |
| Hidrógeno | 0.74611 | 26.61          | 44.19    | 2.02   |
| Nitrógeno | 1.0975  | 39.13          | 64.98    | 2.25   |
| Oxígeno | 1.208   | 31.83          | 52.86    | 2.06   |
| Cloro | 1.988   | 56.22          | 93.36    | 2.39   |
| Radio de Van der Waals rw en Å (o en 100 picometros) calculados de las constantes de Van der Waals de algunos gases diatómicos. Valores de d y b de Weast (1981). |         |                |          |        |

El volumen b constante de Van der Waals se puede utilizar para calcular el volumen de Van der Waals de un átomo o molécula con datos experimentales derivados de mediciones en gases.
Para el helio, b = 23.7 cm³/mol El helio es un gas monoatómico y cada mol de helio contiene 6.022 1023 átomos (la constante de Avogadro, NA):
{\displaystyle V_{\rm {w}}={b \over {N_{\rm {A}}}}}
Por lo tanto, el volumen de Van der Waals de un solo átomo Vw = 39.36 Å3, que corresponde rw = 2.11 Å (≈ 200 picómetros). Este método puede extenderse a los gases diatómicos aproximando la molécula como una varilla con extremos redondeados donde el diámetro es 2rw y la distancia internuclear es d. El álgebra es más complicada, pero la relación
{\displaystyle V_{\rm {w}}={4 \over 3}\pi r_{\rm {w}}^{3}+\pi r_{\rm {w}}^{2}d}
se puede resolver con los métodos normales para funciones cúbicas.

### Medidas cristalográficas
Las moléculas de un cristal molecular se mantienen unidas por fuerzas de Van der Waals en lugar de enlaces químicos. En principio, lo más cercano que pueden acercarse dos átomos que pertenecen a moléculas diferentes entre sí viene dado por la suma de sus radios de Van der Waals. Al examinar una gran cantidad de estructuras de cristales moleculares, es posible encontrar un radio mínimo para cada tipo de átomo de manera que otros átomos no enlazados no se acerquen más. Este enfoque fue utilizado por primera vez por Linus Pauling en su obra fundamental La naturaleza del enlace químico Arnold Bondi también realizó un estudio de este tipo, publicado en 1964, aunque también consideró otros métodos para determinar el radio de Van der Waals al llegar a sus estimaciones finales. Algunas de las cifras de Bondi se dan en la tabla al principio de este artículo, y siguen siendo los valores de "consenso" más utilizados para los radios de Van der Waals de los elementos. Scott Rowland y Robin Taylor reexaminaron estas cifras de 1964 a la luz de datos cristalográficos más recientes: en general, la concordancia fue muy buena, aunque recomiendan un valor de 1,09 Å para el radio de hidrógeno de Van der Waals en comparación con Bondi. 1,20 Å. Un análisis más reciente de la Cambridge Structural Database, realizado por Santiago Álvarez, proporcionó un nuevo conjunto de valores para 93 elementos naturales.
Un ejemplo simple del uso de datos cristalográficos (aquí difracción de neutrones ) es considerar el caso del helio sólido, donde los átomos se mantienen unidos solo por las fuerzas de Van der Waals (en lugar de por enlaces covalentes o metálicos) y, por lo tanto, la distancia entre los núcleos pueden considerarse iguales al doble del radio de Van der Waals. La densidad del helio sólido a 1,1 K y 66 atm es 0.214 g/ cm3, correspondiente a un volumen molar V m  =18,7 x 10−6  m3/mol. El volumen de Van der Waals está dado por
{\displaystyle V_{\rm {w}}={\frac {\pi V_{\rm {m}}}{N_{\rm {A}}{\sqrt {18}}}}}
donde el factor de π / √18 surge del empaquetamiento de esferas : Vw  =2,30 × 10−29  m3  = 23,0 Å3 , correspondiente a un radio de Van der Waals rw  = 1,76 Å.

### Refractividad molar
La refractividad molar A de un gas está relacionada con su índice de refracción n por la ecuación de Lorentz-Lorenz:
{\displaystyle A={\frac {RT(n^{2}-1)}{3p}}}
El índice de refracción del helio n  =1.0000350 a 0 °C y 101.325 kPa, que corresponde a una refractividad molar A  =5,23 × 10−7  m3/mol. Dividiendo por la constante de Avogadro se obtiene Vw  =8.685 × 10−31 m3 = 0.8685 Å3 , correspondiente a rw  = 0.59 Å.

### Polarizabilidad
La polarizabilidad α de un gas está relacionada con su susceptibilidad eléctrica χe por la relación
{\displaystyle \alpha ={\epsilon _{0}k_{\rm {B}}T \over p}\chi _{\rm {e}}}
y la susceptibilidad eléctrica puede calcularse a partir de valores tabulados de la permitividad relativa εr utilizando la relación χe = εr–1.  La susceptibilidad eléctrica del helioχe = 7 x 10-5 a 0 °C y 101,325 kPa, que corresponde a una polarizabilidad α = 2.307 x10-41 cm2/V. La polarizabilidad está relacionada con el volumen de Van der Waals por la relación
{\displaystyle V_{\rm {w}}={1 \over {4\pi \epsilon _{0}}}\alpha ,}
por lo que el volumen de helio de Van der Waals Vw = 2.073 x10-31m3 = 0.2073 Å3 por este método, correspondiente rw= 0.37 Å.
Cuando la polarizabilidad atómica se expresa en unidades de volumen como Å3 , como suele ser el caso, es igual al volumen de Van der Waals. Sin embargo, se prefiere el término "polarizabilidad atómica" ya que la polarización es una cantidad física definida con precisión (y medible), mientras que "volumen de Van der Waals" puede tener cualquier número de definiciones dependiendo del método de medición.